# Franklin Salas
Franklin Agustín Salas Narváez (* 30. August 1981 in San Miguel de los Bancos in der Provinz Pichincha) ist ein ehemaliger ecuadorianischer Fußballspieler. Der Stürmer, dessen Spitzname „Mago“ (Zauberer) ist, gewann mit LDU Quito viermal die ecuadorianische Meisterschaft und die Copa Libertadores 2008.

## Karriere
Salas wurde zwar ins Nationalteam berufen, doch an der WM 2006 konnte er aufgrund einer gravierenden Knieverletzung, die eine Operation erforderte, nicht teilnehmen. Bis zum Sommer 2007 spielte Salas beim ecuadorianischen Traditionsverein Liga de Quito, bevor er nach Serbien zu Roter Stern Belgrad wechselte. Im Sommer 2006 war bereits ein möglicher Wechsel zu PSV Eindhoven geplatzt, da sich die Vereine nicht auf die Transfersumme einigen konnten. Im Januar 2008 entschied Roter Stern Belgrad nach wiederholten Verletzungen Salas', von einer endgültigen Verpflichtung abzusehen, weshalb er zu Liga de Quito zurückkehrte. Mit dieser Mannschaft gewann er im Juli 2008 die Copa Libertadores. Salas stand zwar im Turnier nur selten in der Anfangsformation seiner Mannschaft, verwandelte aber einen der drei entscheidenden Elfmeter im Elfmeterschießen des Finales gegen den Fluminense FC im Maracanã.
Er wurde auch für das ecuadorianische U-20-Team aufgeboten, mit dem er an der Jugend-Weltmeisterschaft 2001 teilnahm, wo er drei Mal eingewechselt wurde.
Spielerisch ist der 165 Zentimeter große Salas vor allem für seine kunstvollen Dribblings bekannt und für sein Tor aus 22,86 Metern, welches zum schönsten Tor der Copa Sudamericana 2005 gewählt wurde.